# Lucq-de-Béarn
Pour les articles homonymes, voir Lucq et Béarn (homonymie).
Pour les articles ayant des titres homophones, voir Luc, Lucques et Luke.
Lucq-de-Béarn (en béarnais Luc) est une commune française, située dans le département des Pyrénées-Atlantiques en région Nouvelle-Aquitaine.
Le gentilé est Lucquois.

## Géographie

### Localisation
La commune de Lucq-de-Béarn se trouve dans le département des Pyrénées-Atlantiques, en région Nouvelle-Aquitaine.
Elle se situe à 33 km par la route de Pau, préfecture du département, et à 14 km de Mourenx, bureau centralisateur du canton du Cœur de Béarn dont dépend la commune depuis 2015 pour les élections départementales.
La commune fait en outre partie du bassin de vie de Mourenx.
Les communes les plus proches sont : 
Saucède (3,0 km), Aren (3,8 km), Poey-d'Oloron (4,5 km), Ogenne-Camptort (4,5 km), Préchacq-Navarrenx (4,9 km), Préchacq-Josbaig (5,0 km), Lay-Lamidou (5,0 km), Geüs-d'Oloron (5,6 km).
Sur le plan historique et culturel, Lucq-de-Béarn fait partie de la province du Béarn, qui fut également un État et qui présente une unité historique et culturelle à laquelle s’oppose une diversité frappante de paysages au relief tourmenté.

### Communes limitrophes
Les communes limitrophes sont  Cardesse, Lagor, Lahourcade, Lay-Lamidou, Ledeuix, Monein, Ogenne-Camptort, Poey-d'Oloron, Préchacq-Navarrenx, Saucède, Verdets et Vielleségure.
| Vielleségure, Ogenne-Camptort   | Lagor         | Lahourcade        |
| Lay-Lamidou, Préchacq-Navarrenx | Lucq-de-Béarn | Monein            |
| Saucède, Poey-d'Oloron          | Verdets       | Cardesse, Ledeuix |

### Hydrographie

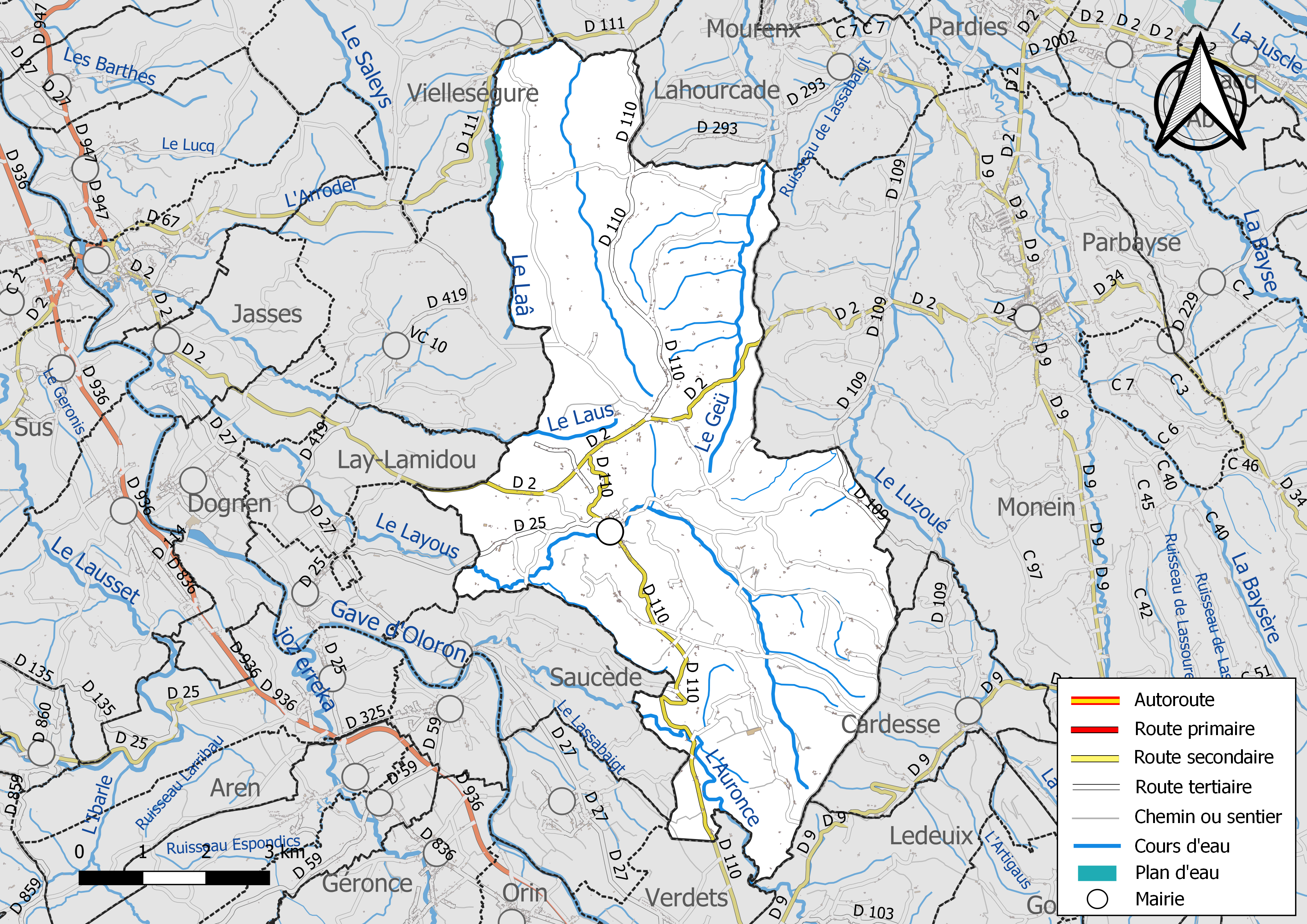
Réseaux hydrographique et routier de Lucq-de-Béarn.

La commune est drainée par le Laà, l'Auronce, le Geü, le Laüs, le Layoû, un bras du Layoû, le Bounchoun, et par divers petits cours d'eau, constituant un réseau hydrographique de 54 km de longueur totale,.
Le Laà, d'une longueur totale de 29,5 km, prend sa source dans la commune d'Ogenne-Camptort et s'écoule du sud-est vers le nord-ouest. Il traverse la commune et se jette dans le gave de Pau à Orthez, après avoir traversé 9 communes.
L'Auronce, d'une longueur totale de 22 km, prend sa source dans la commune de Lasseube et s'écoule d'est en ouest. Il traverse la commune et se jette dans le gave d'Oloron à Saucède, après avoir traversé 10 communes.
Le Geü, d'une longueur totale de 22,5 km, prend sa source dans la commune et s'écoule du sud vers le nord. Il traverse la commune et se jette dans le gave de Pau à Mont, après avoir traversé 5 communes.
Le Laüs, d'une longueur totale de 10,6 km, prend sa source dans la commune et s'écoule d'est en ouest. Il traverse la commune et se jette dans le gave d'Oloron à Navarrenx, après avoir traversé 6 communes.
Le Layoû, d'une longueur totale de 17,2 km, prend sa source dans la commune et s'écoule du sud-est vers le nord-ouest. Il traverse la commune et se jette dans le gave d'Oloron à Jasses, après avoir traversé 7 communes.

### Climat
Pour des articles plus généraux, voir Climat de la Nouvelle-Aquitaine et Climat des Pyrénées-Atlantiques.
Historiquement, la commune est exposée à un climat de montagne.  
En 2020, Météo-France publie une typologie des climats de la France métropolitaine dans laquelle la commune est toujours exposée à un climat de montagne et est dans la région climatique Pyrénées atlantiques, caractérisée par une pluviométrie élevée (>1 200 mm/an) en toutes saisons, des hivers très doux (7,5 °C en plaine) et des vents faibles.
Pour la période 1971-2000, la température annuelle moyenne est de 13 °C, avec une amplitude thermique annuelle de 13,5 °C. Le cumul annuel moyen de précipitations est de 1 231 mm, avec 11,9 jours de précipitations en janvier et 8,4 jours en juillet. Pour la période 1991-2020, la température moyenne annuelle observée sur la station météorologique la plus proche, située sur la commune de Monein à 7 km à vol d'oiseau, est de 14,2 °C et le cumul annuel moyen de précipitations est de 1 228,6 mm,. Pour l'avenir, les paramètres climatiques de la commune estimés pour 2050 selon différents scénarios d’émission de gaz à effet de serre sont consultables sur un site dédié publié par Météo-France en novembre 2022.

### Milieux naturels et biodiversité

#### Espaces protégés
La protection réglementaire est le mode d’intervention le plus fort pour préserver des espaces naturels remarquables et leur biodiversité associée,.
Un  espace protégé est présent sur la commune : 
les « Graves du Larus », un terrain acquis (ou assimilé) par un conservatoire d'espaces naturels, d'une superficie de 17,3 ha.

#### Réseau Natura 2000
Le réseau Natura 2000 est un réseau écologique européen de sites naturels d'intérêt écologique élaboré à partir des Directives « Habitats » et « Oiseaux », constitué de zones spéciales de conservation (ZSC) et de zones de protection spéciale (ZPS).
Deux sites Natura 2000 ont été définis sur la commune au titre de la « directive Habitats », : 
- le « gave de Pau », d'une superficie de 8 194 ha, un vaste réseau hydrographique avec un système de saligues[Note 4] encore vivace[26] ;
- « le gave d'Oloron (cours d'eau) et marais de Labastide-Villefranche », d'une superficie de 2 547 ha, une rivière à saumon et écrevisse à pattes blanches[27] ;

#### Zones naturelles d'intérêt écologique, faunistique et floristique
L’inventaire des zones naturelles d'intérêt écologique, faunistique et floristique (ZNIEFF) a pour objectif de réaliser une couverture des zones les plus intéressantes sur le plan écologique, essentiellement dans la perspective d’améliorer la connaissance du patrimoine naturel national et de fournir aux différents décideurs un outil d’aide à la prise en compte de l’environnement dans l’aménagement du territoire.
Une ZNIEFF de type 1 est recensée sur la commune, : 
le « vallon du Larus » (58,81 ha), couvrant 2 communes du département.

#### Site du CEN Aquitaine
Les graves du Larus forment un site naturel remarquable géré par le conservatoire d'espaces naturels d'Aquitaine depuis 1999. Ce site offre un paysage et une nature uniques et préservés dans un environnement très agricole. Traversé par le ruisseau du même nom, sa situation en fond de vallon a favorisé le maintien de milieux humides rares à l'origine d'une biodiversité remarquable. En lien avec un circuit local de randonnée, ce site constitue un lieu de découverte naturaliste de grand intérêt. Un livret pédagogique a été réalisé pour agrémenter la balade. Il est disponible dans plusieurs lieux touristiques locaux tels que certains gîtes.

## Urbanisme

### Typologie
Au 1er janvier 2024, Lucq-de-Béarn est catégorisée commune rurale à habitat très dispersé, selon la nouvelle grille communale de densité à sept niveaux définie par l'Insee en 2022.
Elle est située hors unité urbaine. Par ailleurs la commune fait partie de l'aire d'attraction d'Oloron-Sainte-Marie, dont elle est une commune de la couronne,. Cette aire, qui regroupe 44 communes, est catégorisée dans les aires de moins de 50 000 habitants,.

### Occupation des sols

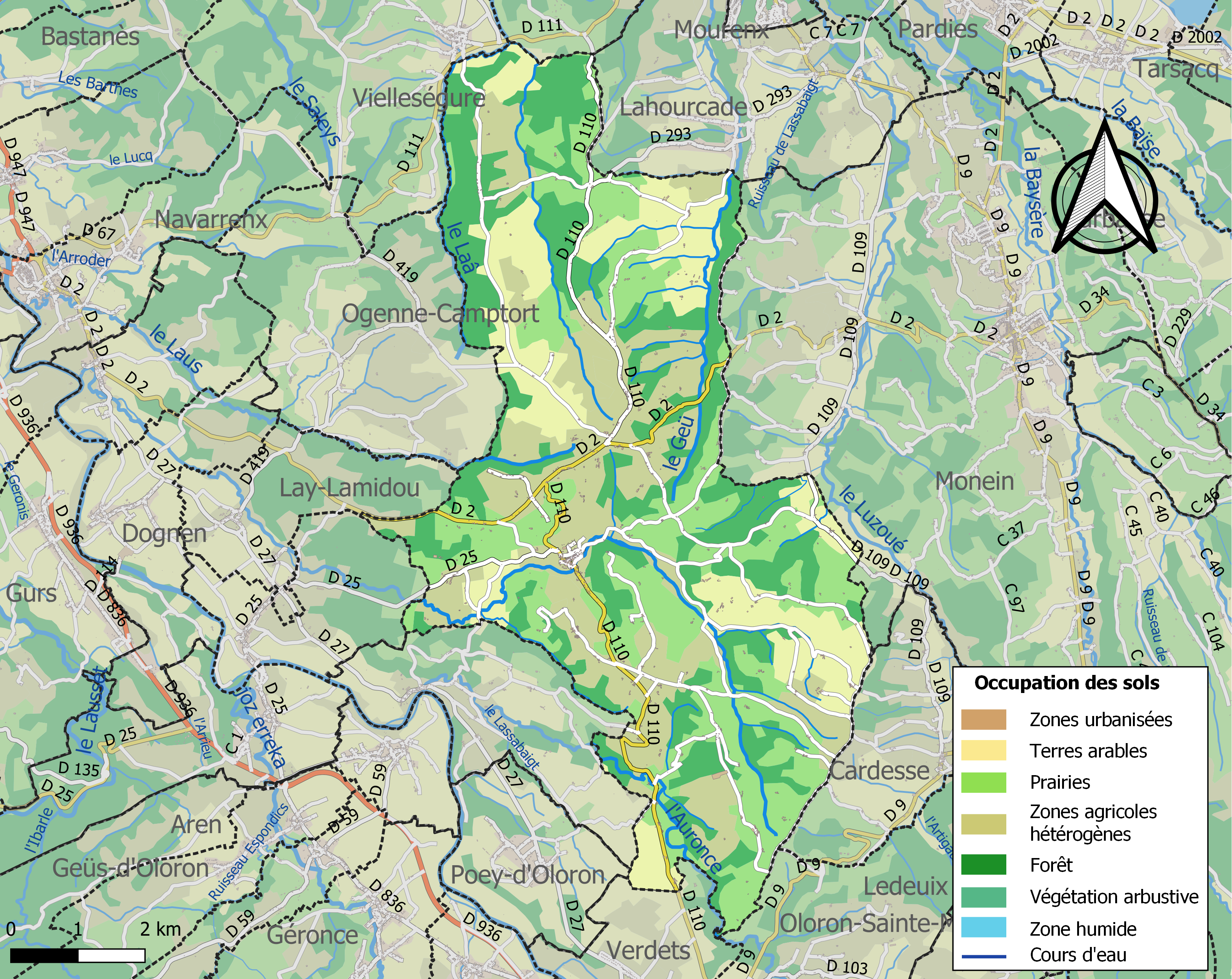
Carte des infrastructures et de l'occupation des sols de la commune en 2018 (CLC).

L'occupation des sols de la commune, telle qu'elle ressort de la base de données européenne d’occupation biophysique des sols Corine Land Cover (CLC), est marquée par l'importance des territoires agricoles (71,7 % en 2018), en augmentation par rapport à 1990 (69,7 %). La répartition détaillée en 2018 est la suivante : 
forêts (28,3 %), prairies (27,8 %), zones agricoles hétérogènes (25,7 %), terres arables (18,1 %). L'évolution de l’occupation des sols de la commune et de ses infrastructures peut être observée sur les différentes représentations cartographiques du territoire : la carte de Cassini (XVIIIe siècle), la carte d'état-major (1820-1866) et les cartes ou photos aériennes de l'IGN pour la période actuelle (1950 à aujourd'hui).

### Lieux-dits et hameaux
- Les Affites ;
- Auronce ;
- Bernateix ;
- Bieilh ;
- Bordes ;
- Broucaret ;
- Cap de Layoû, où naît le Layoû ;
- Labaigt ;
- Lamarquette (premier quartier du Lucq en venant de l'ouest) ;
- Marquemale 'limite dangereuse' ;
- Marquessouquere ;
- Parlayoû 'environs du Layoû', vallon au sud de Cap de Layoû ;
- Saint-Michel.

### Risques majeurs
Le territoire de la commune de Lucq-de-Béarn est vulnérable à différents aléas naturels : météorologiques (tempête, orage, neige, grand froid, canicule ou sécheresse), inondations et séisme (sismicité moyenne). Il est également exposé à un risque technologique,  le transport de matières dangereuses. Un site publié par le BRGM permet d'évaluer simplement et rapidement les risques d'un bien localisé soit par son adresse soit par le numéro de sa parcelle.

#### Risques naturels
Certaines parties du territoire communal sont susceptibles d’être affectées par le risque d’inondation par une crue torrentielle ou à montée rapide de cours d'eau, notamment le Geü, le Laâ, l'Auronce, le Layous et le Laüs. La commune a été reconnue en état de catastrophe naturelle au titre des dommages causés par les inondations et coulées de boue survenues en 1982, 1983, 2006, 2008, 2009 et 2018,.

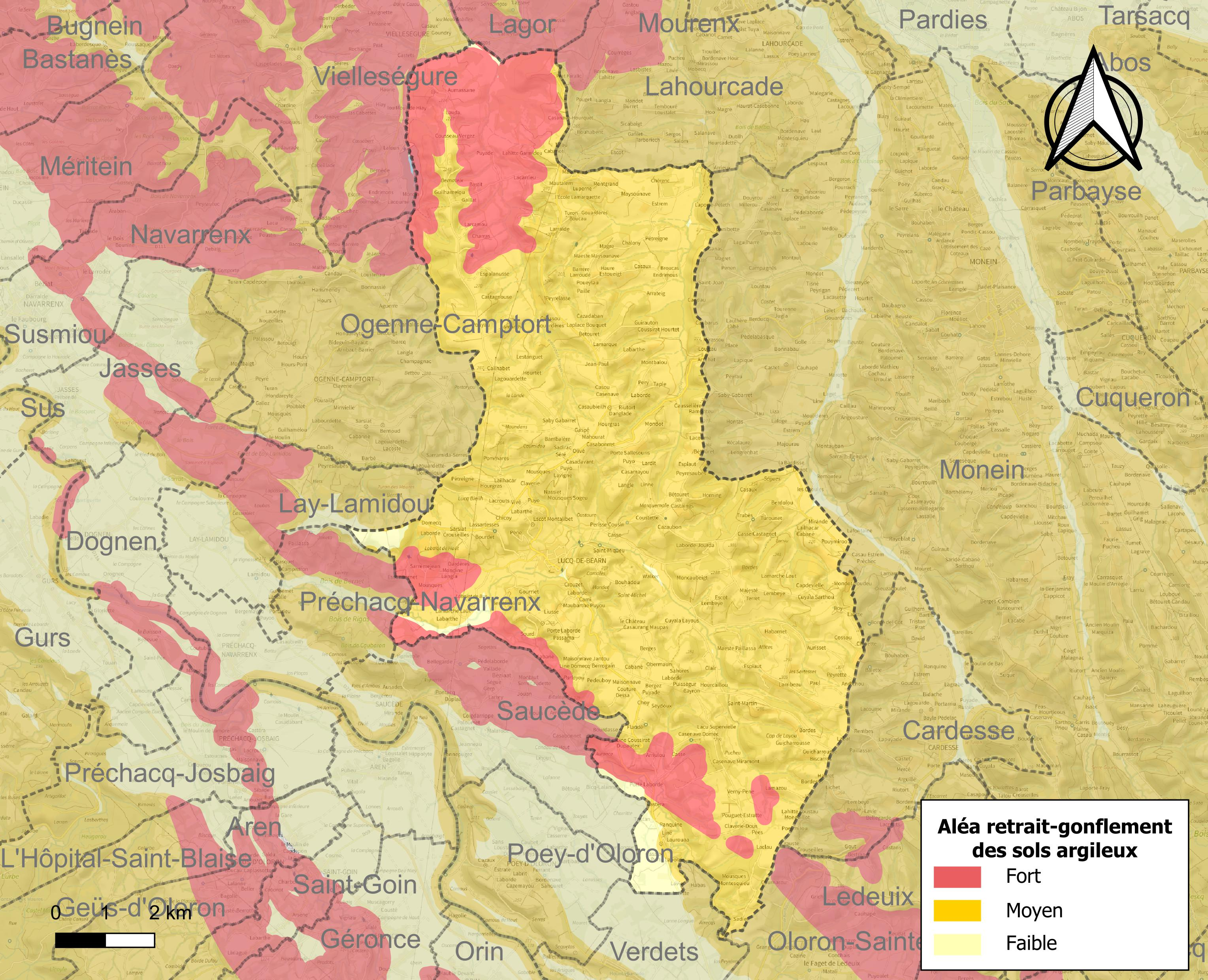
Carte des zones d'aléa retrait-gonflement des sols argileux de Lucq-de-Béarn.

Le retrait-gonflement des sols argileux est susceptible d'engendrer des dommages importants aux bâtiments en cas d’alternance de périodes de sécheresse et de pluie. 97,9 % de la superficie communale est en aléa moyen ou fort (59 % au niveau départemental et 48,5 % au niveau national). Depuis le 1er octobre 2020, en application de la loi ELAN, différentes contraintes s'imposent aux vendeurs, maîtres d'ouvrages ou constructeurs de biens situés dans une zone classée en aléa moyen ou fort,.

## Toponymie
Le toponyme Lucq, du latin lucus 'bois sacré', apparaît sous les formes Villa de Luco, villa quœ vocatur Luc et Sanctus-Vincentius de Sylva-Bona (respectivement Xe et XIe siècles, cartulaire de l'abbaye de Lucq), Lucus (1323, censier de Béarn), Sent-Bisentz de Luc et lo mostier de Sent-Vinssentz de Luc (respectivement 1365 et 1426, notaires de Lucq-de-Béarn).
Il vient du latin lucum, 'bois' ou 'forêt'.
Son nom béarnais est Luc.
Les Affites, hameau de Lucq-de-Béarn, apparaît sous les formes La marque de las Afiites (1562, censier de Lucq) et Les Affittes (1691, comptes de l'évêché d'Oloron).

## Histoire
La ville se développa autour de l´abbaye Saint-Vincent de Lucq. Paul Raymond note que la commune comptait une abbaye de bénédictins fondée au Xe siècle par Guillaume Sanche.
En 1385, Lucq dépendait du bailliage de Navarrenx et comptait 241 feux.

## Politique et administration

### Situation administrative
Lucq-de-Béarn a fait partie de l'arrondissement d'Oloron-Sainte-Marie jusqu'au 30 décembre 2016. À cette date, elle appartient désormais à celui de Pau.

### Liste des maires
| Période                                  | Période  | Identité                 | Étiquette | Qualité                                                         |
| ---------------------------------------- | -------- | ------------------------ | --------- | --------------------------------------------------------------- |
| av.1962                                  |          | André Casabonnet         | Radical   | Agriculteur, conseiller général, suppléant du député Guy Ébrard |
| 1995                                     | 2001     | Joseph Domecq            |           |                                                                 |
| 2001                                     | En cours | Albert Lasserre-Bisconte |           |                                                                 |
| Les données manquantes sont à compléter. |          |                          |           |                                                                 |

### Intercommunalité
La commune fait partie de deux structures intercommunales :
- la communauté de communes de Lacq-Orthez ;
- le syndicat intercommunal d’eau et d’assainissement Gave et Baïse.

## Population et société

### Démographie
L'évolution du nombre d'habitants est connue à travers les recensements de la population effectués dans la commune depuis 1793. Pour les communes de moins de 10 000 habitants, une enquête de recensement portant sur toute la population est réalisée tous les cinq ans, les populations de référence des années intermédiaires étant quant à elles estimées par interpolation ou extrapolation. Pour la commune, le premier recensement exhaustif entrant dans le cadre du nouveau dispositif a été réalisé en 2006.

En 2022, la commune comptait 926 habitants, en évolution de −1,59 % par rapport à 2016 (Pyrénées-Atlantiques : +3,78 %, France hors Mayotte : +2,11 %).
| 1793  | 1800  | 1806  | 1821  | 1831  | 1836  | 1841  | 1846  | 1851  |
| ----- | ----- | ----- | ----- | ----- | ----- | ----- | ----- | ----- |
| 2 643 | 2 639 | 2 685 | 2 543 | 2 607 | 2 613 | 2 607 | 2 422 | 2 505 |

| 1856  | 1861  | 1866  | 1872  | 1876  | 1881  | 1886  | 1891  | 1896  |
| ----- | ----- | ----- | ----- | ----- | ----- | ----- | ----- | ----- |
| 2 347 | 2 175 | 2 064 | 2 208 | 2 302 | 2 061 | 1 962 | 1 854 | 1 868 |

| 1901  | 1906  | 1911  | 1921  | 1926  | 1931  | 1936  | 1946  | 1954  |
| ----- | ----- | ----- | ----- | ----- | ----- | ----- | ----- | ----- |
| 1 849 | 1 882 | 1 892 | 1 565 | 1 568 | 1 488 | 1 444 | 1 407 | 1 263 |

| 1962  | 1968  | 1975  | 1982  | 1990 | 1999 | 2006 | 2011 | 2016 |
| ----- | ----- | ----- | ----- | ---- | ---- | ---- | ---- | ---- |
| 1 220 | 1 100 | 1 021 | 1 007 | 933  | 969  | 966  | 974  | 941  |

| 2021 | 2022 | - | - | - | - | - | - | - |
| ---- | ---- | - | - | - | - | - | - | - |
| 924  | 926  | - | - | - | - | - | - | - |

## Économie
La commune fait partie des zones AOC du vignoble du Jurançon et du Béarn, et de celle de l'Ossau-Iraty.
L'activité principale de la région est l'agro-alimentaire et l'élevage.

## Culture locale et patrimoine

### Patrimoine religieux
La commune est située sur une voie alternative du chemin du Piedmont pyrénéen (ou el cami deu pé de la coste), itinéraire secondaire du pèlerinage de Saint-Jacques-de-Compostelle.
L'ancienne abbaye date du XIIe siècle et a  été classée aux monuments historiques en 1990.
L'église Saint-Vincent-Diacre est également très ancienne (XIe siècle) et a été remaniée plusieurs fois jusqu'au XIXe siècle.

## Équipements
La commune dispose notamment d'une école primaire, d'une salle de spectacles, et d'une salle multi-sports où réside le Hand-Ball Club Lucq-de-Béarn.

## Personnalités liées à la commune
- Louis Favoreu, né le 5 septembre 1936 à Lucq-de-Béarn, décédé le 1er septembre 2004 à Aix-en-Provence (Bouches-du-Rhône) était professeur de droit constitutionnel.
- Pierre Lauga est né le 17 janvier 1922 à Lucq-de-Béarn et décédé le 7 juillet 1984 à Vichy. C’est un ancien joueur français de rugby à XV, qui a joué avec l'équipe de France et la Section paloise.
- Le cinéaste Marcel Ophüls, né le 1er novembre 1927 à Francfort, Allemagne, fils du réalisateur Max Ophüls et de l'actrice Hilde Wall, y achète une maison, dans laquelle il s'éteint en 2025. Auteur du Chagrin et la Pitié, qui fait date dans l'histoire du cinéma documentaire autant que dans le travail de réappropriation de la mémoire collective française sur la période de l'occupation allemande, il a obtenu un Oscar pour Hôtel Terminus: Klaus Barbie, sa vie et son temps.